# Tirania dos Trinta
Tirania dos Trinta (em grego οἱ Τριάκοντα, hoi Triakonta) foi um governo oligárquico de Atenas composto por trinta magistrados chamados tiranos, que sucedeu à democracia ateniense ao final da Guerra do Peloponeso, durante menos de um ano, em 404 a.C.
Pausânias (geógrafo) conta que os Trinta destruíram a muralha de Atenas que havia sido construída por Temístocles, após a retirada dos persas. A destruição das muralhas foi uma das condições impostas pelos éforos de Esparta para a rendição de Atenas; quem negociou a rendição e convenceu os atenienses foi Terâmenes, filho de Hagnão. Estas muralhas foram reconstruídas por Conon, depois da batalha naval de Cnido.
Segundo Plutarco, Lisandro e os aliados de Esparta destruíram as muralhas e queimaram as trirremes de Atenas, estabelecendo trinta tiranos em Atenas e dez tiranos no Pireu, colocando uma guarnição espartana na acrópole, comandada por Callibius.
Quando os atenienses atacaram os Trinta, Lisandro resolveu retomar Atenas, mas os reis de Esparta, invejosos de Lisandro pois ele iria capturar Atenas duas vezes, resolveram que um deles iria; o escolhido foi Pausânias, que dissuadiu os atenienses de se revoltarem. Logo em seguida, os atenienses se revoltaram de novo, e Pausânias foi censurado, enquanto Lisandro foi louvado em Esparta.
Segundo o geógrafo Pausânias, Trasíbulo derrotou os Trinta Tiranos, trazendo um exército inicial de sessenta homens de Tebas, e, depois da vitória, fazendo os atenienses, que estavam divididos em várias facções, se reconciliarem. Foi para se opor a Trasíbulo que Pausânias, rei de Esparta e neto do general Pausânias que venceu a batalha de Plateia, invadiu a Ática, mas voltou para Esparta, porque não queria ajudar o despotismo de homens sem caráter.